# マイケル・ヴィック
マイケル・ドウェイン・ヴィック（Michael Dwayne Vick , 1980年6月26日 - ）は、アメリカ合衆国バージニア州ニューポートニューズ出身の元アメリカンフットボール選手。ポジションはクォーターバック（QB）。ピッツバーグ・スティーラーズに所属していた際は、登録名を「マイク・ヴィック」としていた。左投げ。
2007年に闘犬賭博に関わった容疑で連邦大陪審に起訴され、禁固23ヶ月の実刑判決を受けた。NFLからは無期限出場停止処分を受けていたが、2009年7月27日に処分を解除された。

## 経歴

### 高校時代まで
バージニア州ニューポートニューズで生まれる。幼少時には弟のマーカスと共に、父からフットボールを教わる。早くから抜きん出た才能を発揮し、高校時代には全米ナンバー1QBとしてその名を轟かせた。高校時代の通算成績はパスで4,846ヤード、43TD、ランで1,048ヤード、18TDであった。高校卒業後、バージニア工科大学にフットボールの奨学生として進学。

### 大学時代
2年次のフロリダ州立大学とのシュガーボウルではビッグプレーを連発した。2000年シーズンにはESPY賞の最優秀カレッジフットボールプレーヤーに選出されている。同年には、14歳の時を最後に野球をプレーしていなかったのにもかかわらず、MLBコロラド・ロッキーズからドラフト30巡目（全体887位）で指名されたが入団しなかった。ヴィックはNFLドラフトの目玉選手に挙げられ、2001年のNFLドラフトでアトランタ・ファルコンズから全体1位指名を受ける。アフリカ系アメリカ人のQBで全体1位指名を受けたのは、NFLが現在の形になった1970年以降で初めてのことだった。
大学2年生でドラフト指名を受けたため、大学時代での試合出場は2年間でわずか20試合であった。大学時代の成績は以下の通り。
| Year | Comp | Att | Comp % | Passing | TD | INT | Carries | Rushing | TD |
| 1999 | 90   | 153 | 58.8   | 1840    | 12 | 5   | 110     | 580     | 8  |
| 2000 | 97   | 179 | 54.2   | 1439    | 9  | 7   | 113     | 636     | 9  |

### アトランタ・ファルコンズ時代
ルーキーイヤーはクリス・チャンドラーの下でプレイを1年間じっくり学ぶ。得意のランプレーでは前評判通りの力を発揮したが、不安のあったパスプレーではプロの壁にぶつかり、パス成功率44.2%、QBレート62.7という低調な成績に終わる。
2002年にクリス・チャンドラーの放出によってヴィックは先発QBに指名され見事に期待に応え大活躍を見せた。課題のパスプレーでも進歩を見せ、一躍スターQBの座を掴んだ。チームはプレーオフに進出し、かつて観客不入りのファルコンズとも言われたチームを、ヴィックの活躍ですべての試合でチケット売り切れという現象まで起こした。まさに2002年シリーズはマイケル・ヴィックの年と言われるほどの注目を集めた。ミネソタ・バイキングス戦ではNFLのQB記録となる173ヤードを走った。
2003年シーズンは足の怪我のため、ジョン・キトナが彼の代わりに4試合に先発した。2004年には新ヘッドコーチにジム・モーラ・ジュニアが就任しチームも躍進しNFC南地区優勝を果たしNFCチャンピオンシップゲームまで進出したがジム・ジョンソンディフェンスコーディネーターが構築した強力ディフェンスを誇るフィラデルフィア・イーグルスにパス獲得136ヤードに抑えられて破れた。個人ではランで902ヤードを走り、QBではダントツの走力を見せ付けた。同年12月に10年総額1億3,000万ドルで契約を延長した。
2005年にはNFL TOKYO 2005に出るため来日した。第4週のミネソタ・バイキングス戦で右ひざを捻って途中退場、翌週のニューイングランド・ペイトリオッツ戦で欠場した。シリーズはチームがかみ合わない試合も多く、地区最下位に終わった。
2006年シリーズでは、7勝9敗で地区3位と振るわなかったが、QBとしてはNFL史上初めて1000ヤードラッシュをマーク。

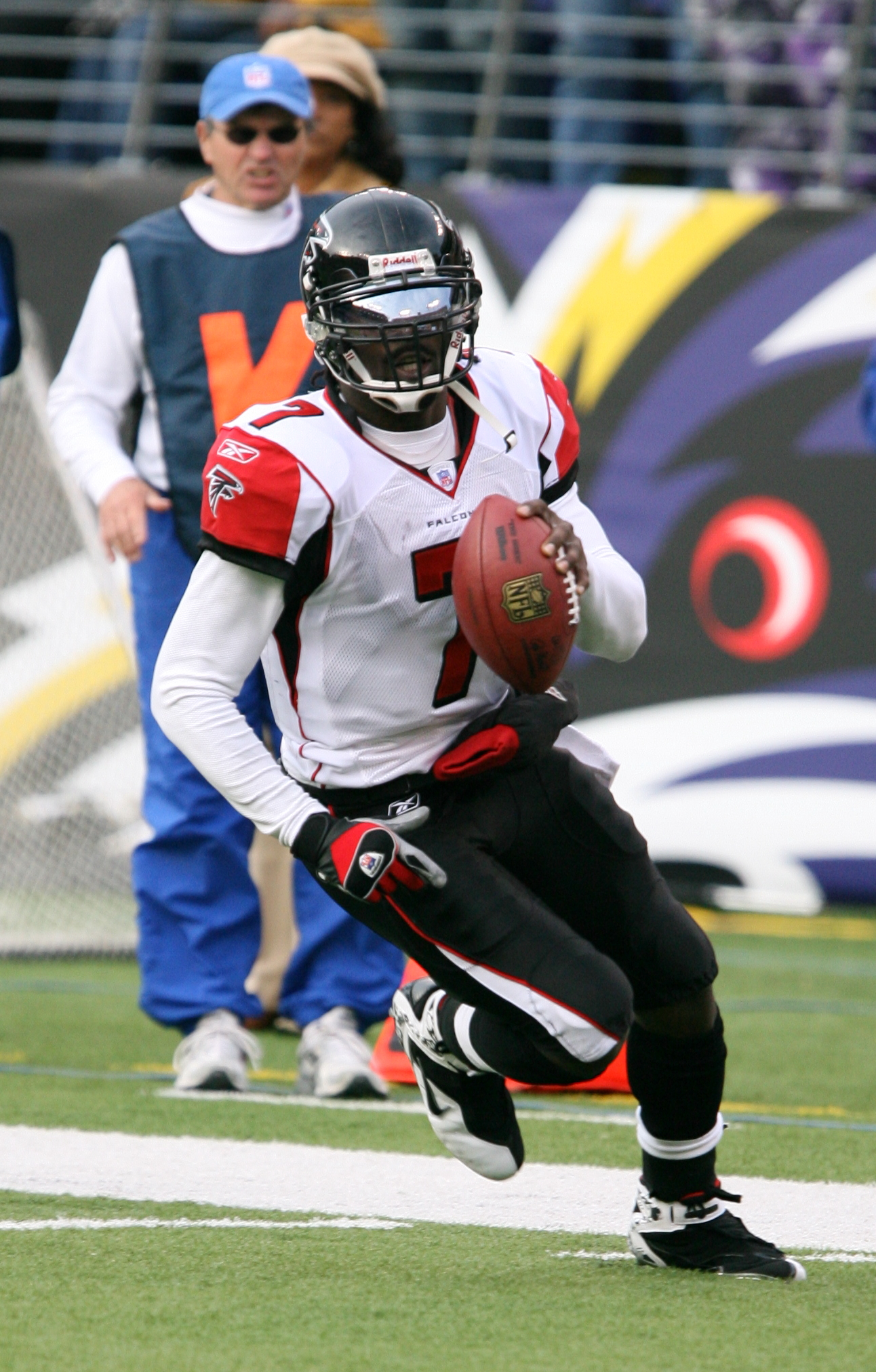
アトランタファルコンズ時代

2007年シーズン開幕前に、闘犬賭博への関与が発覚し、動物虐待等の容疑で逮捕・起訴された。NFLからは無期限出場停止処分を受けた（詳細は後述）。
2008年7月、1,600万ドルの資産に対し、2,000万ドルまで負債が膨らんだヴィックはバージニア州の裁判所に破産を申請。チームやスポンサーからの報酬約1億ドルを失っており、契約不履行による450万ドルの債務を抱えていた大口債権者のジョエル・エンタープライズに対する訴訟が不調に終わったことにより、破産に踏み切った。しかし、翌2009年4月、NFLに復帰できる保証が無いことや、自宅や車などの資産処分が不十分であることを理由として、裁判所は破産申請を却下した。
出場停止処分中も、ヴィックの所有権は依然として所属チームのアトランタ・ファルコンズにあったが、ファルコンズには2008シーズンの攻撃新人王マット・ライアンという不動のエースQBが台頭しており、仮にヴィックのNFL復帰が実現しても放出は確実視されていた。2009年6月12日、ファルコンズはヴィックとの契約破棄を正式に発表し、ヴィックはフリーエージェントとなった。

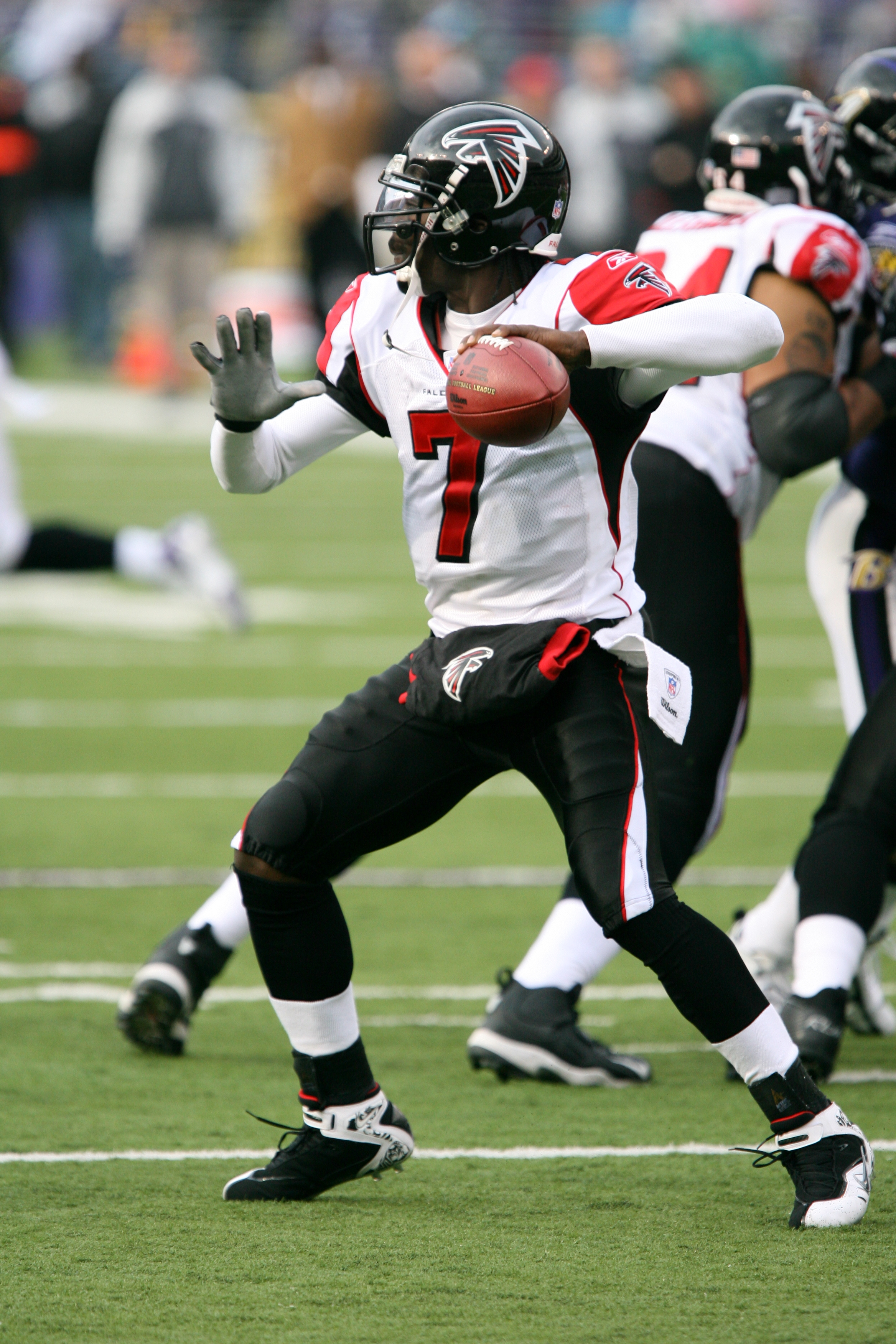
アトランタファルコンズ時代

同年7月20日に刑期を終えたヴィックはNFL復帰を目指してトレーニングを再開。その後、ロジャー・グッデルNFLコミッショナーとの話し合いを経て、7月27日に条件付きで出場停止処分を解除された。早ければ10月の第6週にもNFLに復帰する可能性が出てきたが、既に複数のチームがヴィック獲得の意思が無いことを表明しており、2年のブランクや29歳という年齢から、仮に獲得の意思を示すチームが現れたとしても、かつてのような長期大型契約を結ぶのは絶望的だとされた。

### フィラデルフィア・イーグルス時代
2009年8月13日にフィラデルフィア・イーグルスと2年契約を結んだ。年俸は1年目が160万ドル。2年目はチームに行使権のあるオプションで500万ドルを超えると見られている。イーグルスにはプロボウル選出5回のエースQBドノバン・マクナブがいるため、ヴィックはマクナブに次ぐ第2のQBとしてキャリアを再スタートさせている。ヴィックの優れたラン能力を生かすため、主にワイルドキャット・フォーメーションを中心にした攻撃において起用された。第13週のアトランタ・ファルコンズ戦で復帰後初のTDをあげた。その年チームはプレーオフに進出し、ダラス・カウボイーズと対戦することとなった。エースQBマクナブは調子が出ず、ヴィックと交代し、最初のパスプレイで76ヤードのTDを決めた。
2010年のオフシーズン、ドノバン・マクナブが移籍したものの、若手のケビン・コルブが先発として起用され、ヴィックは2番手となった。開幕戦でコルブが負傷したことにより途中交代で出場、第2週のデトロイト・ライオンズ戦で2006年以来となる先発出場を果たし、パス34回中21回成功、284ヤード獲得、2TDを決めてチームの勝利に貢献した。以降、アンディ・リードヘッドコーチは、ヴィックを先発で起用することを明言。第10週のワシントン・レッドスキンズ戦は、昨年の同僚でありイーグルスへの入団をバックアップしたマクナブとの直接対決が大きな注目を集めた。ヴィックは開始1プレー目からタッチダウンを奪うなどの大活躍を見せ、結果として4TDパス、2TDランを奪い59-28で大勝した。その後、チームは10勝6敗で地区優勝を果たし、プレーオフに進出。自身もレギュラーシーズン過去最多となるパス獲得3018ヤード、21TDパスを記録するなど、パサーとして大きく開花した。これは、イーグルス入団以降、マクナブ、コルブの控えとして練習時に対戦相手QBに徹した経験が大きく影響していると言われている。この年11試合で先発し8試合で勝利、3,018ヤード、キャリアベストの21TD、QBレイティング100.2、ランでも9TDの成績でカムバック賞を受賞した。また、プロボウルのファン投票では全体2位となる152万票を獲得し、NFC先発メンバーに選出された。
2011年2月にフランチャイズ選手に指定された。同年8月、チームと6年1億ドル（4000万ドルの保障）で契約を延長した。この契約で彼はトム・ブレイディ、ペイトン・マニングに次ぐ現役3位の年俸であった。またイーグルスはナムディ・アソムーア、ドミニク・ロジャース＝クロマティ、ロニー・ブラウン、ヴィンス・ヤングなど多くのプロボウル出場経験のある選手を補強、ドリームチームと呼ばれ スーパーボウル出場が期待された。
開幕戦は勝利したものの その後4連敗、第2週、第3週には2試合連続で負傷退場、彼が退場した後の第4Qにチームは逆転負けを喫した。第5週のバッファロー・ビルズ戦では自己ワーストの4インターセプトを喫した。第10週のアリゾナ・カージナルス戦で肋骨2本を骨折したヴィックは第11週から欠場している。
2012年第10週のダラス・カウボーイズ戦で脳震盪を起こし以後欠場した。
2013年2月、イーグルスとの契約を見直した。この年シーズン前半にハムストリングを痛めてニック・フォールズが代わりに先発QBとなった。この年イーグルスのヘッドコーチに就任したチップ・ケリーには好かれていたが、2013年シーズン終了後、ニューヨーク・ジェッツと1年契約を結んだ。なお、ヴィック獲得に伴ってジェッツを解雇されたマーク・サンチェスがヴィックの古巣イーグルスに移籍したことによって奇しくも両チームがQBの入れ替えをした形になった。

### ニューヨーク・ジェッツ時代
ジェッツ移籍前までは先発待遇を望んでいたヴィックであったが、移籍後は若手QBのジーノ・スミスの指導役にまわることとなった。2014年8月22日、スミスが開幕先発QBとなることが発表され、ヴィックは控えに回ることとなった。

### ピッツバーグ・スティーラーズ時代
2014年シーズン終了後にジェッツとの契約が切れてフリーエージェントとなっていたが、2015シーズン開幕直前の2015年8月25日にピッツバーグ・スティーラーズと契約を結んだ。スティーラーズでの登録名は「マイク・ヴィック」。
当初はベン・ロスリスバーガーの控えQBとしての契約だったが、第3週の試合でロスリスバーガーが負傷し、交代出場。翌週より先発となり、第5週のサンディエゴ・チャージャーズ戦では試合終了間際に得意のランで24ヤードを稼いで逆転勝利に貢献するなど存在感を示したが、第6週の試合中に負傷し退場、以後出場なく終わった。このシーズン限りで再びフリーエージェントとなり、現役続行の道を模索していたが、2017年2月に引退を表明。

## 人物

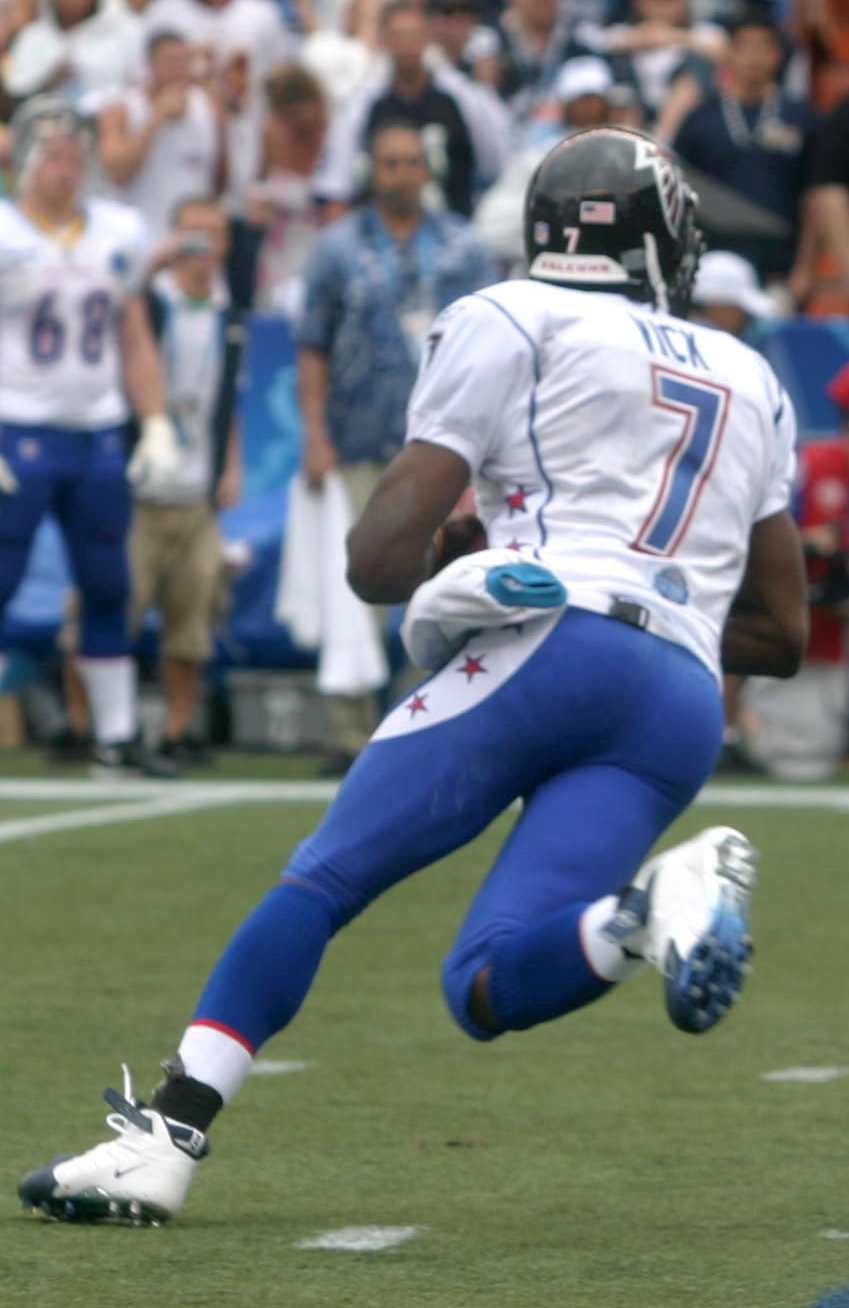
2006年プロボウルでのヴィック

驚異的な身体能力を誇るアスリートであり、大学時代からその強肩とトップクラスのランニングバック級の脚力で注目され、「史上最速QB」と評される。2006年にはQBとして史上初めて1,000ヤードラッシュを記録。同年のラッシングでの平均獲得ヤード8.4はNFLレコードである。パス成功率はキャリア6年通算で53.8パーセントと高い方ではなく、パスプレイよりもランプレイを持ち味として、状況に応じたプレーをする典型的な「モバイルQB」である。
ヴィックの脚力はQBのみならずNFL全体でもトップクラスであり、40ヤードダッシュ4.2秒 の俊足で瞬時にトップスピードに乗り、変幻自在の鋭いカットで相手ディフェンスを振り切る。2年目の2002年シーズンでは、第13週のミネソタ・バイキングス戦においてランだけで173ヤードを稼ぎ、QBの1試合最多獲得記録（ラン）を更新した。ランが得意であるため、ワイルドキャット戦術にも適している。
しかし、違法闘犬による2年近い収監で実戦から長期間離れてしまったため、体力、技術、スピードの衰えが懸念されていた。
2010年シーズンで契約が満了するがフィラデルフィア・インクワイアラー紙によると「イーグルスは誰も俺の獲得に動かなかった時に手を差し伸べてくれた。この事は今後の去就を決める時、大きな影響を与える」とコメントしている。
2011年、フォーブスで行われた嫌いなNFL選手では不名誉な1位となっている。

## 家族・親族
弟のマーカス・ヴィックも元NFLのQBで、はとこのアーロン・ブルックスも元NFLのQBである。

## 闘犬賭博問題
2007年4月26日、ヴィックの従兄弟が麻薬（マリファナ）密売の容疑で警察に逮捕された。従兄弟が住んでいたバージニア州のヴィックが所有する邸宅で家宅捜索が行われたところ、多くの傷ついた犬と闘犬の痕跡が発見された。邸宅からは60頭以上の犬と闘犬に使われた用具が押収された。
その後の捜査で、ヴィックと仲間3名が自宅の裏庭でドッグファイトを開催し、賭博を行っていたことが判明した。更に、闘犬に使用するピットブルの調達やトレーニングを行い、闘犬イベントを運営する違法企業の経営にかかわったほか、闘いに敗れた犬を銃、首吊り、電気ショックなどで処刑する残虐行為を行っていたことも明らかになり、連邦大陪審から起訴された。当初、ヴィックは容疑を否認していたが、同罪に問われた仲間の証言もあって追い詰められ、最終的には司法取引に応じ、2007年8月27日に開かれた裁判で闘犬賭博への関与を認め、公的に謝罪した。判決を待たずして、NFLからは無期限の出場停止処分を受けた。
2007年12月10日、連邦地裁はヴィックに禁固1年11月の刑を言い渡した。収監中の2008年11月13日、ヴィックの弁護士がヴィックは復帰を望んでるというコメントを明かした。
2008年1月8日、バージニア州の刑務所から、カンザス州の刑務所へ移送された。
2009年5月21日、刑期を2ヶ月残してカンザス州レブンワースの刑務所を出所し、自宅に戻った。刑期の残り2ヶ月間は当局の監視の下で自宅軟禁され、更に3年間保護観察下に置かれる見込みである。弁護団の1人によると、ヴィックは自宅に戻れたことを喜んでいるが、自宅軟禁期間中は、更生の一環として、建築会社での時給10ドルの労働が課せられた。NFLのロジャー・グッデルコミッショナーは、7月の刑期終了後に、改めてヴィックの処遇を検討することを明らかにし、復帰の条件として「ヴィックが世間に謝罪し、それが受け入れられる必要がある」とした。
ヴィックはNFL復帰を目指し、本格的なトレーニングを再開。アトランタ・ファルコンズのアーサー・ブランクオーナーは、ヴィックのNFL復帰を支持する意向を表明し、現役選手からもヴィックの復帰を歓迎する声が上がった。しかし、ブランク・オーナーはヴィックのファルコンズ残留の可能性については否定し、その後、実際にファルコンズはヴィックを解雇した。7月20日に刑期を終えたヴィックは、グッデル・コミッショナーとの面談を経て、28日に「周囲から得られる支援を最大限に生かし、人生とキャリアの再構築に専念すること」を条件に出場停止処分を解除された。ヴィックは代理人を通じて、「再び機会を与えてくれたことに感謝している」とコメントした。
なお、ヴィックは今後、全米動物愛護協会が展開している闘犬撲滅運動に尽力することを約束している。収監中のヴィックと面会した同協会のウェイン・パーセル代表によると、ヴィックは自らの犯した罪について深く後悔しており、闘犬の撲滅へ協力し、特に子供たちが闘犬に関わることを防ぐ活動に携わりたいと話しているという。
米国では動物虐待に対する批判が強く、闘犬は全米50州全てで重犯罪に指定されている。 そのため、動物愛護団体を中心にヴィックのNFL復帰に反対する人も多い。
ヴィックの復帰に関しては、復帰を容認する声が多数を占めつつあるものの、依然として賛否は分かれている。USAトゥデイが2009年5月に実施したヴィックの復帰の是非を問うアンケートでは、31%が「自身の贔屓チームでの復帰」、23%が「自身の贔屓チーム以外での復帰」、14%が「2010年シーズンまで復帰見送り」、33%が「永久にNFLに復帰すべきでない」という結果であった。
フィラデルフィア・イーグルスへの入団記者会見の際には、会見の冒頭で「自分がひどい罪を犯したことは分かっている。最悪な過ちだった」と、自身の罪について改めて謝罪した。

## 年度別成績
| 年度 | チーム | 試合 | 先発 | 勝利 | パス  | パス  | パス | パス   | パス | パス | パス | ラン | ラン  | ラン | ラン | QB レート |
| 年度 | チーム | 試合 | 先発 | 勝利 | Comp  | Att   | Pct  | Yds    | YPA  | TD   | Int  | Att  | Yds   | Avg  | TD   | QB レート |
| ---- | ------ | ---- | ---- | ---- | ----- | ----- | ---- | ------ | ---- | ---- | ---- | ---- | ----- | ---- | ---- | --------- |
| 2001 | ATL    | 8    | 2    | 1    | 50    | 113   | 44.2 | 785    | 6.9  | 2    | 3    | 31   | 289   | 9.3  | 1    | 62.7      |
| 2002 | ATL    | 15   | 15   | 8    | 231   | 421   | 54.9 | 2,936  | 7.0  | 16   | 8    | 113  | 777   | 6.9  | 8    | 81.6      |
| 2003 | ATL    | 5    | 4    | 3    | 50    | 100   | 50.0 | 585    | 5.9  | 4    | 3    | 40   | 255   | 6.4  | 1    | 69.0      |
| 2004 | ATL    | 15   | 15   | 11   | 181   | 321   | 56.4 | 2,313  | 7.2  | 14   | 12   | 120  | 902   | 7.5  | 3    | 78.1      |
| 2005 | ATL    | 15   | 15   | 8    | 214   | 387   | 55.3 | 2,412  | 6.2  | 15   | 13   | 102  | 597   | 5.9  | 6    | 73.1      |
| 2006 | ATL    | 16   | 16   | 7    | 204   | 388   | 52.6 | 2,474  | 6.4  | 20   | 13   | 123  | 1,039 | 8.4  | 2    | 75.7      |
| 2009 | PHI    | 12   | 1    | 0    | 6     | 13    | 46.2 | 86     | 6.6  | 1    | 0    | 24   | 95    | 4.0  | 2    | 93.8      |
| 2010 | PHI    | 12   | 11   | 8    | 233   | 372   | 62.6 | 3,018  | 8.1  | 21   | 6    | 100  | 676   | 6.8  | 9    | 100.2     |
| 計   | 計     | 98   | 79   | 46   | 1,169 | 2,115 | 55.3 | 14,609 | 6.9  | 93   | 58   | 653  | 4,630 | 7.1  | 32   | 80.2      |
- 2010年シーズン終了時点。
- 各年度の赤太字はNFLにおける歴代最高。太字はリーグ最高
- 表の「勝利」は先発出場試合でのもの。

### 獲得タイトル・表彰
- プロボウル選出：4回 (2002年、2004年、2006年、2010年)